# Cuniculus taczanowskii
La paca de montaña, guardatinaja o lapa (Cuniculus taczanowskii) es una especie de roedor histricomorfo de la familia Cuniculidae. Vive en los bosques nubosos de los Andes septentrionales en los territorios de Colombia, Venezuela, Ecuador y Perú, a más de 2000 m s. n. m.

## Descripción
Es un roedor de gran tamaño entre 30 y 60 cm, prefiere el clima frío de montaña y es similar a una rata, pero mucho más grande, de pelaje marrón o gris con parches más claros, de ojos «salidos» prácticamente de color negro o azul, su cola suele ser corta de entre 2 a 3 cm y sus patas poseen garras que le puede funcionar para sostener alimentos mientras los come, se encuentra literalmente solo y se considera como un animal independiente. La hembra suele ser 10 o 20 cm más grande que el macho.

## Alimentación
Es herbívoro alimentándose eventualmente come frutas, tales como las que se encuentran en su hábitat, que generalmente son el guamo, la Inga spuria, la fresa, etc. Ya que estas frutas son de clima frío, y otros vegetales, también suele comer hojas de plantas alguna que otra medicinales.https://www.europapress.es/comunitat-valenciana/noticia-descubren-primera-vez-habitos-carroneros-desconocido-mamifero-tropical-20241011121226.html

## Reproducción
No tiene una clara temporada de reproducción, y puede ser en cualquier época del año, puede tener de 1 a 2 crías en cada parto. En este periodo la hembra permanece más tiempo en sus «nidos» por razones de seguridad, pero debe salir a buscar comida, ya que el macho se aparta de la hembra luego de la relación sexual, pues después de todo son independientes. Se reproducen durante la noche.

## Comportamiento
Es un animal nocturno, se puede ver en el día cuando va a comer (por necesidad de hambre) o por razones de defensa, ya que es una presa fácil para animales carnívoros, pero a la vez no ya que es bastante veloz y puede generar saltos muy altos, pero en sí, este roedor sale en busca de comida cuando el sol se esconde, y a esta hora de la noche es que suele reproducirse o suele andar acompañado.